# 植苗
植苗（うえなえ）は北海道苫小牧市にある地名。

## 地名の由来
アイヌ語のウェン・ナイに由来し、日本語訳すると「悪い川」となる。
元来は美々川の支流のひとつを指す名称で、おそらくは湿地から茶褐色の水が流れ込んでいた様子を見てつけられたと思われる。

## 地理
苫小牧市街地の中心から見て、北東の方角に12キロメートル行ったあたりである。
面積は71平方キロメートル。北は苫小牧市美沢地区をはさんで、千歳市に近接する。東は安平町早来地区が、南では苫小牧市柏原地区が隣接する。
野鳥の聖域として知られるウトナイ湖を擁する。

## 歴史

### 植苗村の成立
1873年（明治6年）、勇払郡開拓使出張所は郡内の人口調査を行い、その結果をまとめた『地誌提要』を札幌本庁に提出した。当時の勇払郡にはアイヌのコタンが多く散在しており、現在の植苗地区も細分化されていたので、部落数は合計で34か村にのぼった。これを「複雑すぎる」と考えた勇払詰の大主典・黒沢正吉は、アイヌ部落の統合整理を札幌本庁に上申し、同年9月より勇払郡は16か村に簡素化された。
このとき、ウヱンナイ村・ヒヒ村・タフコフ村・ユウフリ村の4部落は、合併して新しいウヱンナイ村となり、さらに植苗村と改名された。なお、発足当初の植苗村の領域には、21世紀現在の安平町の一部も含まれていた。
開拓者として植苗に入地した最初の和人は、駅逓などを務めた柄沢鶴吉で、遅くとも1876年（明治9年）にはウトナイ湖そばの沼ノ端に居を構えていたと思われる。
1894年（明治27年）ころ、植苗に豊富だったドロノキを原料とするマッチの工場が建てられたが、やがて原料の枯渇と経済界の変動に見舞われ、明治時代の末には姿を消した。

### 安平村の分村
植苗村東部のアビラ地区は、長らくアイヌすら住み着かない未開の地だったが、1890年（明治23年）に着工した北海道炭礦鉄道室蘭線の建設工事が進み、夕張線との分岐点が置かれたことで、にわかに注目を集めるようになった。1892年（明治25年）8月1日に追分停車場が開業すると、鉄道交通の要衝となったアビラには入地が相次ぎ、たちまち市街地が形成された。
児童数も増えてきたため、1893年（明治26年）に新保鉄蔵の借家を仮校舎とする私設教育が開始し、翌1894年（明治27年）には苫小牧尋常小学校植苗分校が創立した。
1895年（明治28年）、地区の名称が「アビラ」から、駅名にちなんだ「追分」へと改められる。
1897年（明治30年）ころには、植苗村追分地区と、同じく鉄道駅の開業で活気を帯びた勇払村早来地区の戸数を合わせると、戸長役場が置かれている苫小牧を上回るほどになっていた。にもかかわらず、役場に所用のある両地区の住民は一日がかりで苫小牧まで出向く必要があったため、不便さに耐えかねた人々の間では分村独立の機運が高まっていった。
1900年（明治33年）6月1日、植苗村から追分を中心とする一部が切り分けられ、早来を中心とする勇払村の一部と統合して、新たに安平村が設置された。

### 苫小牧村への合併と開拓開墾の進展
1902年（明治35年）4月1日、北海道二級町村制の施行により、植苗村を含む苫小牧外六か村が合併し、新しい苫小牧村が成立した。しかし合併後も、「植苗村」という名称は大字として使われ続けた。
前述の通り、鉄道駅の開業は市街地の形成を招き、最終的に追分地区の分離にまで至ったが、植苗のその他の地区もまた、入植希望者たちの関心を引くようになった。駅に近いのはもちろんのこと、当時はまだ多くの森林が健在であったし、何より重要なのは水害が起こらないことであった。
北部落の開祖は1896年（明治29年）の村上留三郎だが、彼に続いたのは1902年（明治35年）の岡田伊松・平田重人・林与助であり、さらに2年ほど遅れて植村伊之助が入った。1903年（明治36年）には植苗簡易教育所が設けられている。
美々部落では、安平村の分村前の1889年（明治22年）秋に佐々木駒吉夫妻がフモンケ地区に移り、井上利三郎や葭谷三太郎が続いた。彼らが去ったのちの1901年（明治34年）ころ、大島岩太郎・五郎松の親子が居を構え、開墾のかたわらに製炭も手掛けた。大島親子と前後して入地したのは、猿子鳥次郎・長谷川幸之介・佐藤吉兵衛・石原金助など。特に佐藤は美々における水田の元祖であり、1911年（明治44年）ころに5 - 6反の田を開いている。
鳥類研究家の折居彪二郎は、美々川の自然に魅せられて1913年（大正2年）に家を建て、この地で半農半猟の生活を始めた。
1914年（大正3年）、沼ノ端在住の小沢花次郎が、沼ノ端 - 植苗南間に馬車鉄道の軌道を敷設し、木材の搬出を行った。
南地区では、柄沢鶴吉の住居跡に入った亀田茂平が駅逓をしていた以外はみな農家であり、国道36号に沿って家が点々と並んでいた。

### 大正の第2次開拓
第一次世界大戦の影響で経済が膨張すると、物資の流通が促され、鉄道の敷設に用いる枕木などの原材料の供給が以前に増して植苗村に求められるようになった。そこで、共有地の森林資源に手をつけることになったが、作業者たちは木を食いつぶすと、営農はせずに他の地域へ出て行ってしまう者が多かった。
共有地開発の主体は長谷川幸之介だったが、「焼子」と呼ばれる作業者の多くは美々から入った。短期間に集中して人口が増加したので、児童教育のために共有地特別教授所が設けられたが、わずか15か月後の1921年（大正10年）1月、植苗本校に統合された。美々から共有地に移動した焼子たちは、ひと仕事を終えると、そのまま沼ノ端や早来方面に出て行ったのである。
千歳に近い三百万坪は、自作農創設を目的として1923年（大正12年）春から開拓が始められ、一時は二十数戸も入ってにぎわった。しかし、例によって木がなくなると出ていく人もあったうえ、水を得るために30メートル以上の深井戸を掘らねばならない悪条件のせいで挫折者が相次ぎ、開拓は4か年で終了した。
美々では、共有地の開拓に挑戦した人たちがいくらか帰ってきたため、人口が回復した。平地には水田が、段丘上には畑が作られ、日銭を稼ぐために製炭も行われて、早来へ出荷された。安平村となったフモンケ地区の影響で、大島五郎松のように、馬の生産に力を注ぐ者もいた。
北地区もまた、農業のかたわらに製炭する生活が定着していた。
一方、南地区では、1920年（大正9年）に岩見沢から入地した高井右一をはじめとして、酪農業を手掛ける人々が増えていた。特に植苗トアサ地区は、一帯がすべて牧場となった。

### 昭和戦前の第3次開拓
1926年（大正15年）、沼ノ端 - 苗穂間に私鉄が開通し、植苗駅が設置された。駅前には大地主の渡辺喜蔵が、周辺で唯一の商店を構えていた。
1931年（昭和6年）、すっかり酪農地帯となっていた植苗トアサの民有地を北海道が買い上げ、入植希望者への貸付を行った。総数19戸の人々がこれに応じたが、彼らの想像以上に地力が衰えており、生活は苦しかった。開墾が続く間は北海道から補助金が下りたので、その年の支払いに充てることができたが、開墾が完了してしまうと補助金もなくなり、かと言って出稼ぎに行けば自分の畑作業に力が入らず、挫折して出ていく者もいた。
植苗駅に近い方の人たちは酪農が主体であり、後に北海道内有数の酪農家となる溝口嘉一もそのひとりである。フモンケに近い方の人たちは牛より馬を飼うことが多く、橋向清蔵・田中太三郎・工藤勇雄などが有力な生産者であった。
1942年（昭和17年）、野幌機農学校が、植苗酪農実習農場を開いた。

### 字名改正
1928年（昭和3年）の時点で大字植苗村の下には、美々・植苗原野・植苗・パンケナイ・トキサタップ・トアサ・トキサタマップ・ペンケナイ・夕振・チライウシュナイ・沼ノ端・アツペナイ・タップコップ・ヲタルマップ・夕振沢、という字が属していた。しかし、こうした字名は大半がアイヌ語由来のため日本語話者にとってわかりづらく、また境界もはっきりしないことが多かったので、苫小牧町は字名地番改正を行うことにした。
1943年（昭和18年）10月、苫小牧町内の大字は全廃されることとなり、植苗村も細分化されて、植苗のほかに美沢と沼ノ端が切り分けられた。

### 戦後
第二次世界大戦の終結後、大都市に出ていた若者たちが食糧難と失業を理由に農村へと帰ってきたため、ある意味で植苗は活況を呈することとなった。人手が増えたので食糧増産は勢いづき、1946年（昭和21年）7月6日には、精神面の発揚を図る目的で部落大運動会が催された。
やがて植苗に新制中学校の分校建設が始まると、それまで小さな部落単位で諸々の活動が行われていたのを改め、学校を中心とした物事の見方が求められるようになり、1950年（昭和25年）、植苗全体を包含する大きな組織「植苗振興会」が発足した。
農地改革により多くの小作農が自らの土地を手にすることとなったが、それほど農業の振興にはつながらず、むしろ土地を転売して町へ出ていく人たちが現れた。
住民の転出によって南地区は寂れていたが、1958年（昭和33年）に「ウトナイ温泉」が開業し、1960年（昭和35年）には苫小牧市が「ウトナイユースホステル」を建設。さらに1961年（昭和36年）は「白鳥湖遊園地」が誕生し、同地区は一大レジャーランドと化した。
しかし、バブル崩壊後に起きたテーマパーク業界の低迷や、自然保護意識の高まりによって、こうした施設は衰退していった。温泉施設のあったウトナイ観光ホテルについては、1980年代から経営が悪化し、1983年（昭和53年）に苫小牧港開発会社が施設を買収して全面改修の後、リニューアルオープンを遂げた。一時は自然を活かした景観のおかげで人気があったものの、結局は経営に行き詰まり、1995年（平成7年）11月5日をもって閉鎖された。
その一方で、ウトナイ湖周辺の豊かな自然そのものに価値を見出す考え方が広まり、観光地としての在り方を変貌させることとなった。1985年（昭和60年）5月、ウトナイ湖・美々川流域は「北海道自然100選」のひとつに選定される。さらに1992年（平成4年）1月17日、ウトナイ湖はラムサール条約湿地に登録された。
21世紀の植苗は、自然保護という新しい観点での観光資源を有することとなったが、他方で工業開発も進められており、その両立という難しい問題を課せられている。

## 施設
- JR北海道 植苗駅
- 苫小牧市立植苗小中学校
- 道の駅ウトナイ湖
- 植苗神社

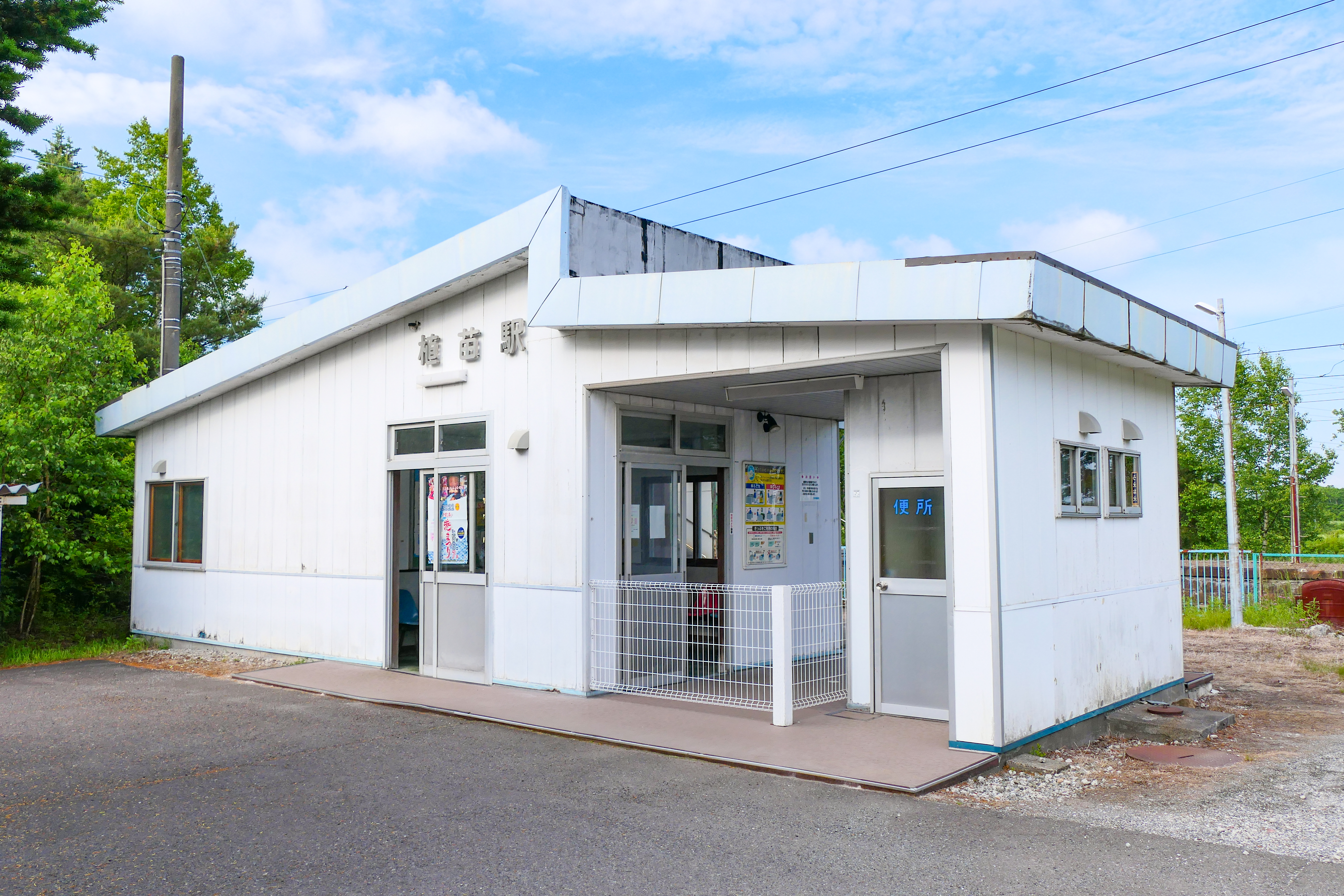
植苗駅
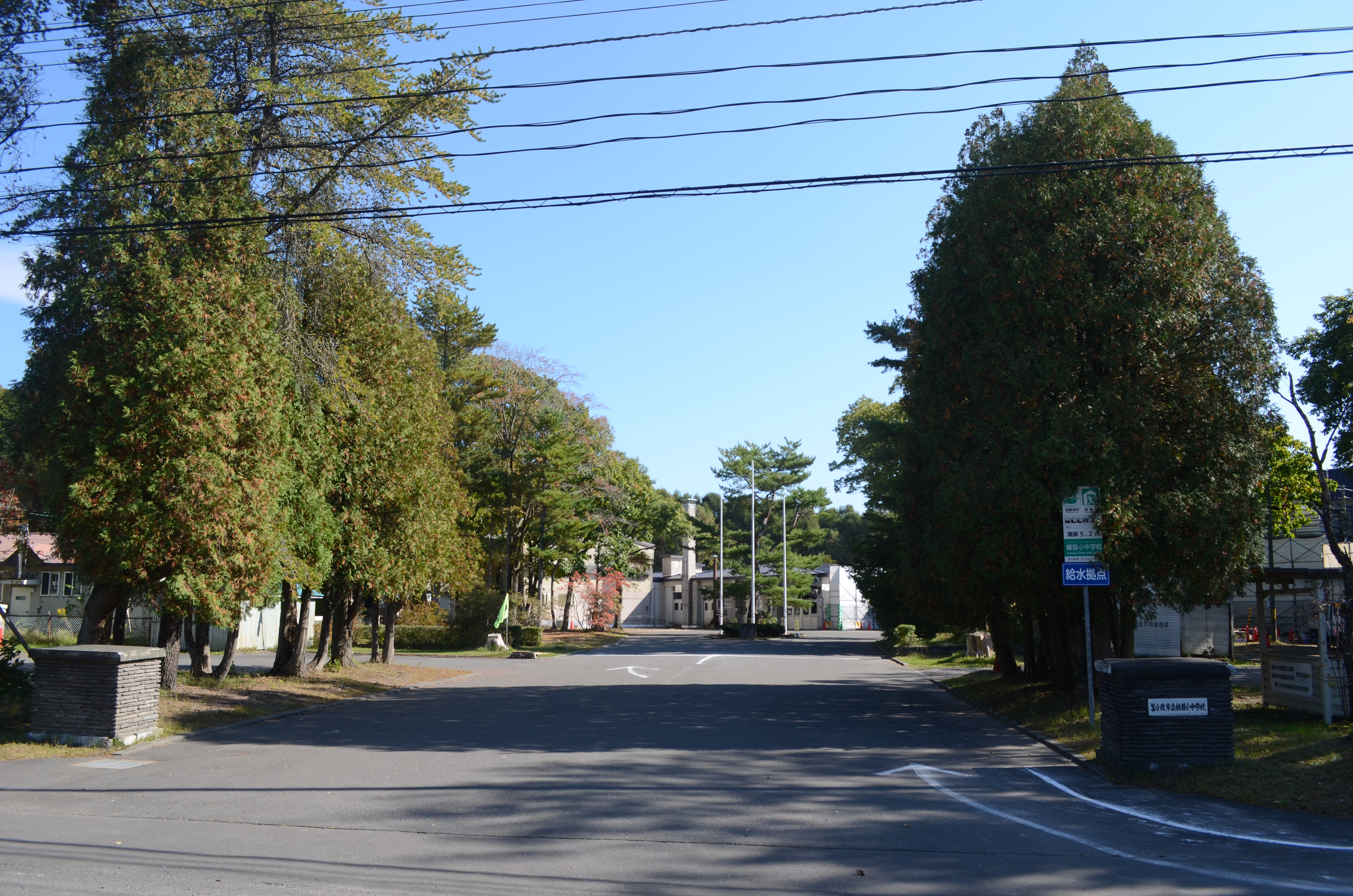
植苗小中学校
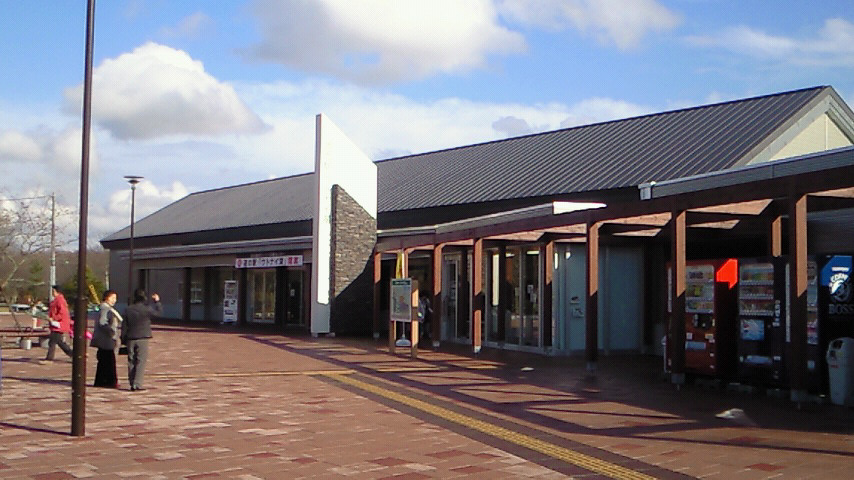
道の駅ウトナイ湖
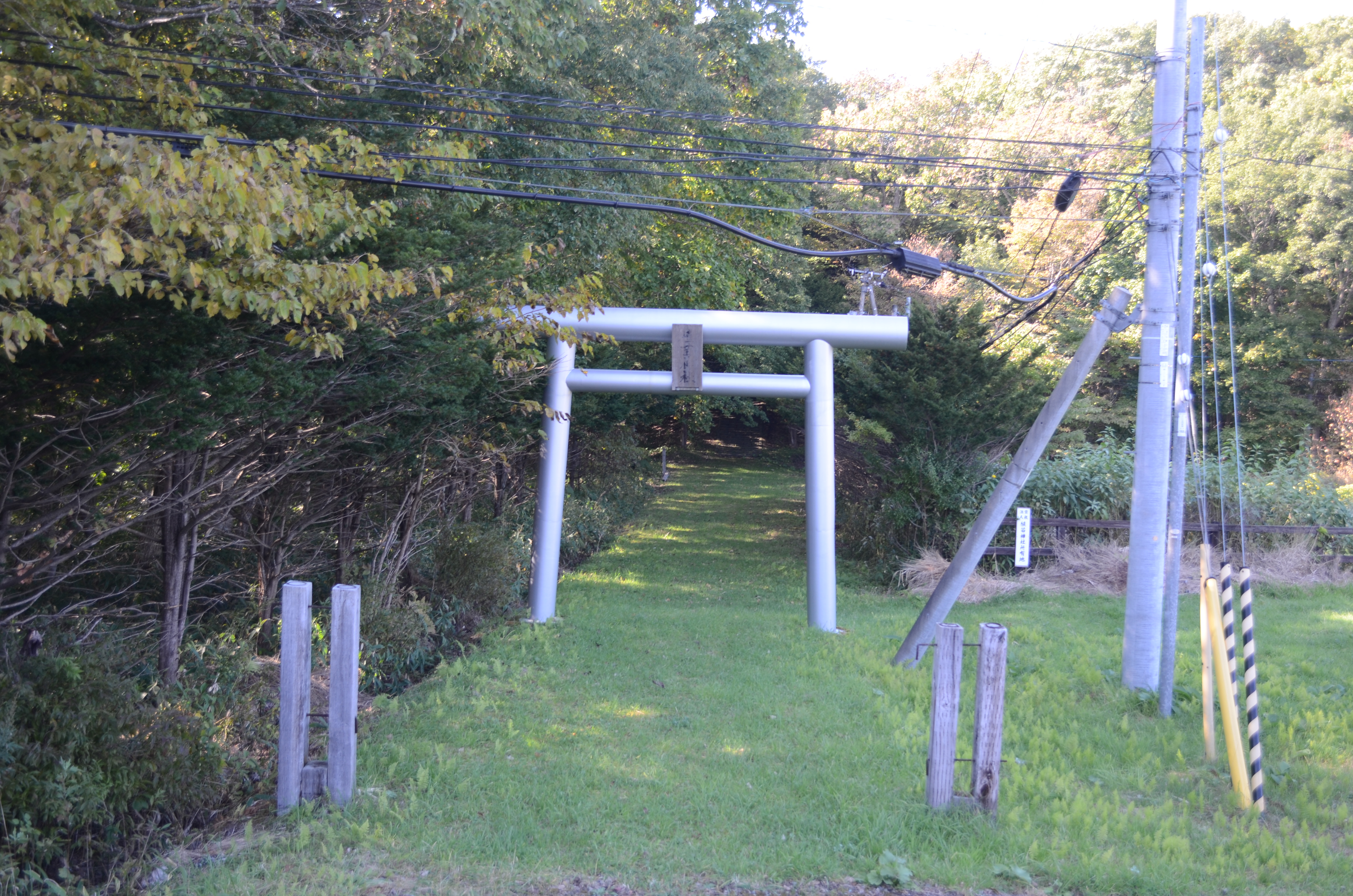
植苗神社

## 遺跡

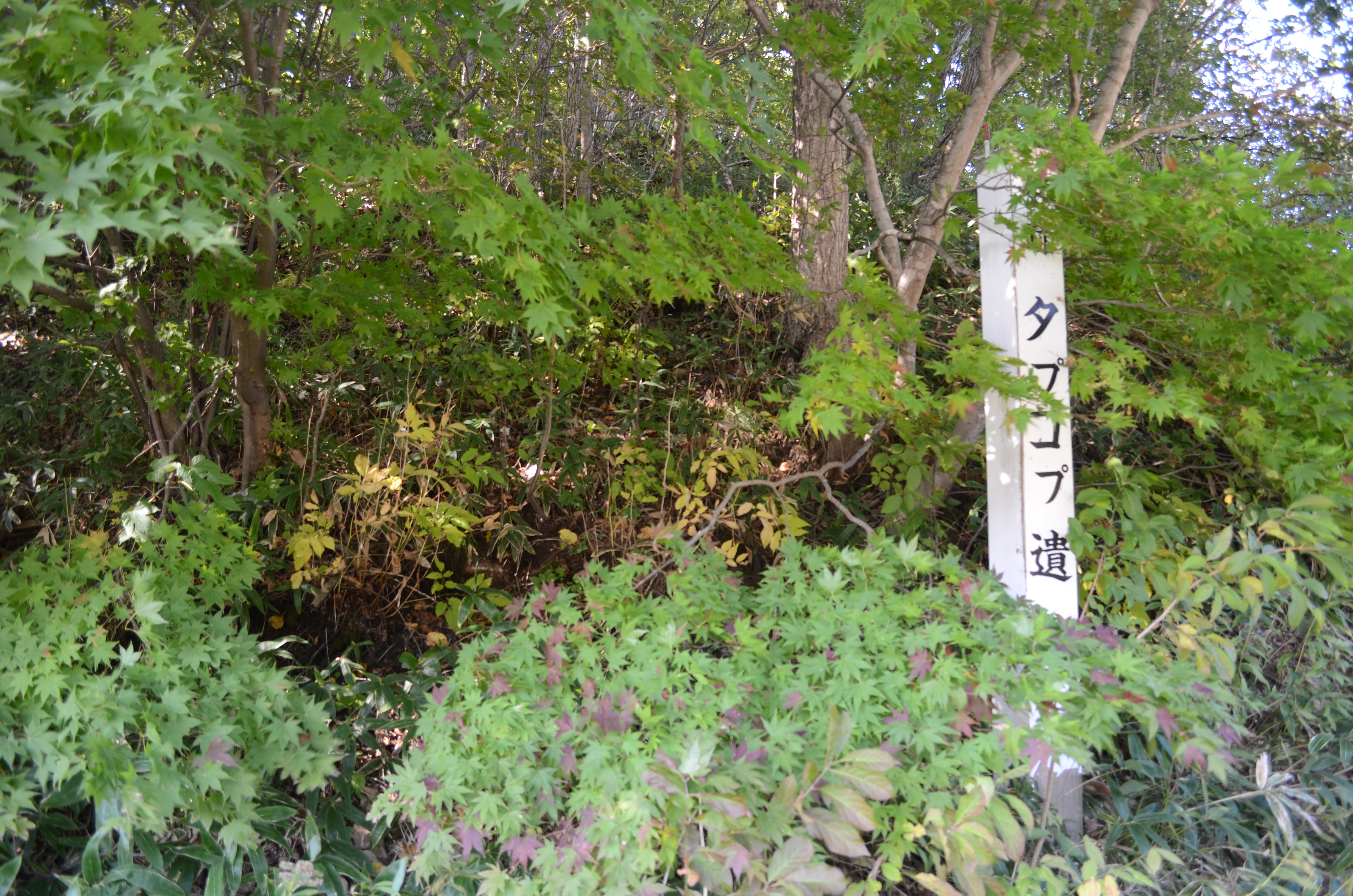
タプコプ遺跡
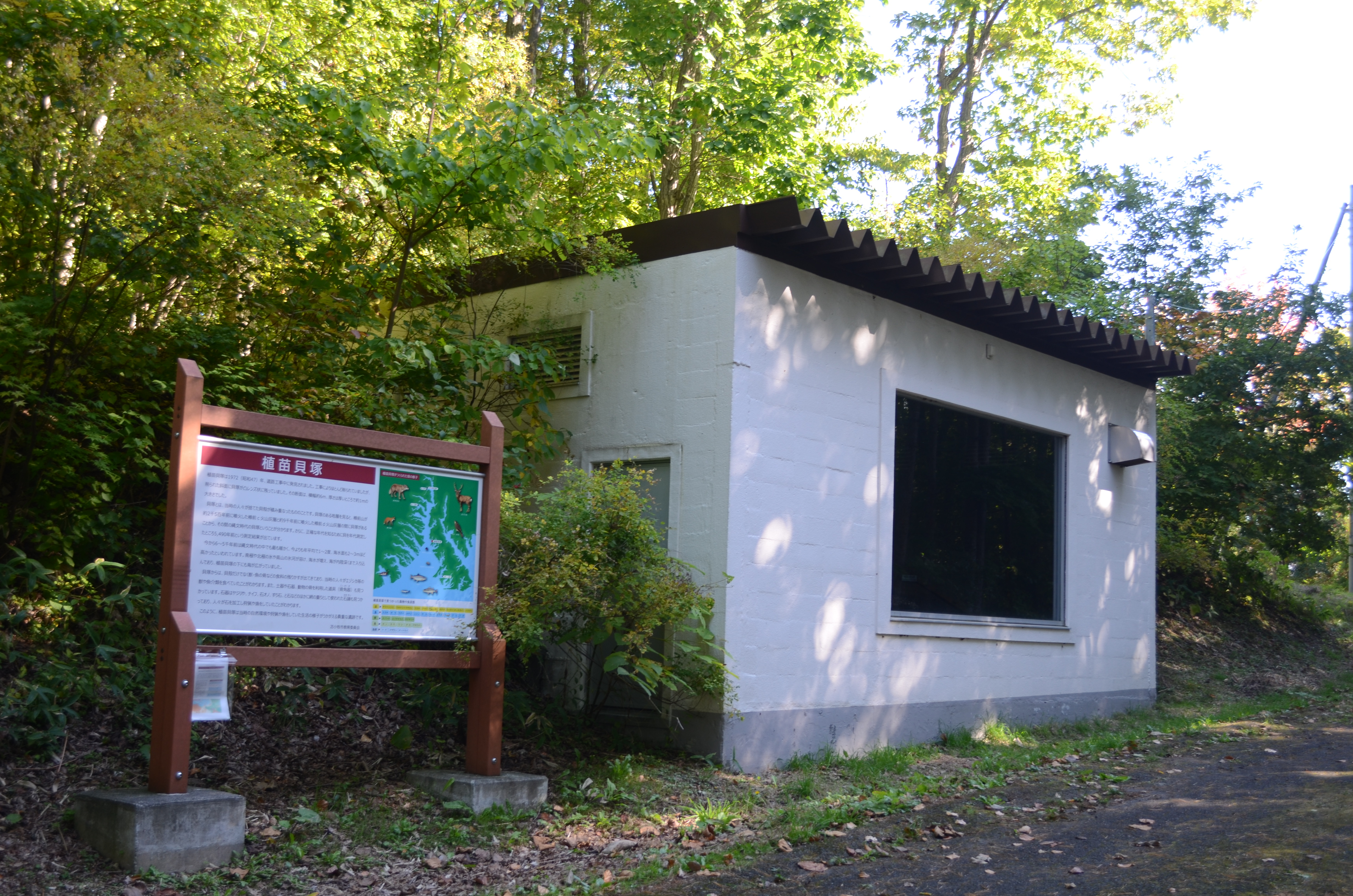
植苗貝塚

- タプコプ遺跡
- 植苗貝塚